# Liste der Monuments historiques in Cléry-le-Grand
Die Liste der Monuments historiques in Cléry-le-Grand führt die Monuments historiques in der französischen Gemeinde Cléry-le-Grand auf.

## Liste der Objekte
| Bezeichnung                 | Beschreibung                          | Standort                        | Kennzeichnung | Schutzstatus | Datum | Bild |
| --------------------------- | ------------------------------------- | ------------------------------- | ------------- | ------------ | ----- | ---- |
| Skulptur Heiliger Sebastian | Holz, farbig gefasst, 16. Jahrhundert | in der Kirche St-Laurent (Lage) | PM55001422    | Inscrit      | 1976  |      |